# Marjolein Decroix
Pour les articles homonymes, voir Decroix.
Marjolein Decroix, née le 17 mars 1992 à Poperinge, est une skieuse alpine belge.

## Biographie

### Pyeongchang 2018
Au départ le CIOB avait obtenu trois, puis quatre places pour le ski alpin sans que la skieuse flamande ne soit convoquée, celle-ci avait réagi, estimant qu'elle méritait de faire partie de la délégation car elle avait enregistrée de meilleurs résultats que Kim Vanreusel et Kai Alaerts, Marjolein a fait appel au tribunal de première instance de Bruxelles mais sans succès.
C'est alors que la Fédération internationale de ski attribua une place supplémentaire au CIOB et que celui-ci suivit la demande de la FRBS de repêcher Marjolein qui apprend sa sélection pour les jeux de Pyeongchang le 10 février, soit deux jours avant le début de la cérémonie d'ouverture, elle est la dernière des 22 athlètes belges convoquées.
Aux Jeux, Marjolein prend part au Slalom dame le 16 février et termine trente-huitième, deux places devant sa compatriote, Kim Vanreusel.

## Palmarès

### Jeux olympiques d'hiver
| Épreuve / Édition | Pyeongchang 2018 |
| Slalom            | 38e              |

### Championnats du monde
| Épreuve / Édition          | Slalom  |
| Mondiaux 2013 Schladming   | 73e     |
| Mondiaux 2015 Beaver Creek | Abandon |
| Mondiaux 2017 Saint-Moritz | 40e     |
| Mondiaux 2019 Åre          | Abandon |